# Mammillaria magnifica
Mammillaria magnifica (укр. Мамілярія чудова, Мамілярія магніфіка) — сукулентна рослина з роду мамілярія (Mammillaria) родини кактусових (Cactaceae).

## Етимологія
Видова назва походить від лат. magnificus — чудовий.

## Ареал і екологія
Mammillaria magnifica є ендемічною рослиною Мексики. Ареал розташований у штатах Пуебла і Морелос. Рослини зростають на висотах від 1 000 до 1 550 метрів над рівнем моря, ймовірно, у листяному лісі.

## Історія відкриття
Знайдена Франциско Бюхенау в Пуеблі, поблизу Сан-Хуан-Баутісти, але вважається, що він дав хибне місце, щоб захистити рослину від колекціонерів. Пізніше була знайдена в Морелосі, зокрема Девідом Хантом у 1971 році.

## Морфологічний опис
Рослини утворюють групи.
| Орган              | Опис |
| Коріння            | |
| Стебло             | циліндричне, до 40 см заввишки, в діаметрі 7-9 см.                                                                          |
| Епідерміс          | |
| Маміли             | пірамідальні або конічні, з молочним соком.                                                                                 |
| Ареоли             | |
| Аксили             | з білим пухом і щетинками.                                                                                                  |
| Центральні колючки | 4-5, іноді до 8, найнижча з гачком і до 55 мм завдовжки, інші коротші, сильні, голчасті, жовтувато-коричневі до коричневих. |
| Радіальні колючки  | 18-24, прямі, склоподібно-білі або жовтуваті, завдовжки 3-8 мм.                                                             |
| Квіти              | багряно-червоні, до 20 мм завдовжки, в діаметрі 11-12 мм.                                                                   |
| Бутони             | |
| Зовнішні пелюстки  | |
| Внутрішні пелюстки | |
| Тичинки            | |
| Маточка            | |
| Плоди              | булавоподібні, рожеві з зеленим кінцем.                                                                                     |
| Насіння            | коричневе. |

## Використання
Цей вид поширений в культурі з самого початку, з 1967 р, і з тих пір насіння доступне у продажу.
У перші роки з цим видом немає проблем, але, як і інші види даної серії, досягнувши близько 20 см заввишки, починає неохайно галузитися від основи та інших частин стебла. У цей час її слід пересадити в досить широкий посуд (глибина не так важлива), щоб дати можливість збільшити число бічних пагонів. В результаті можна виростити медово-жовту рослину з безлічю стебел, з блискучими колючками, що повністю виправдовує свою назву magnifica — чудова.

## Чисельність, охоронний статус та заходи по збереженню
Mammillaria magnifica входить до Червоного списку Міжнародного союзу охорони природи видів, даних про які недостатньо (DD).
Загрози для цього виду невідомі.
У Мексиці ця рослина занесена до національного переліку видів, що перебувають під загрозою зникнення, де вона включена до категорії «підлягають особливому захисту».
Охороняється Конвенцією про міжнародну торгівлю видами дикої фауни і флори, що перебувають під загрозою зникнення (CITES).